# Robert z Tarentu
Robert I z Tarentu (1319–1364) – książę Tarentu w latach 1332–1346, książę Albanii 1332–1364, książę Achai 1333–1346, tytularny cesarz łaciński jako Robert II w latach 1346-1364. Był najstarszym synem cesarzowej Katarzyny II de Valois i jej męża – Filipa I z Tarentu.

## Życiorys

Herb cesarski

W 1332, na mocy porozumienia jego matki i jego wuja – Jana z Durazzo, Robert został księciem Achai. Z powodu jego młodego wieku faktyczne rządy sprawowała jednak jego matka, aż do swojej śmierci w 1346. Wtedy Robert odziedziczył również tytuł władcy Cesarstwa Łacińskiego. 9 września 1347 w Neapolu poślubił Marię de Burbon (1315–1387), córkę Ludwika I – księcia de Burbon, i jego żony – Marii d'Avesnes. Jego żona była wdową po Gwidonie de Lusignan (ok. 1316-1343), konstabla Cypru i tytularnego księcia Galilei. Małżeństwo to pozostało jednak bezdzietne. Kiedy Robert zmarł 10 października 1364, wdowa po nim próbowała zatrzymać ziemie i godności Roberta dla siebie i swojego syna z pierwszego małżeństwa (Hugona de Lusignan, zm. 1385). Ostatecznie jego następcą został jego młodszy brat – Filip II z Tarentu.